# La Fère
La Fère is een gemeente in het Franse departement Aisne (regio Hauts-de-France). De plaats maakt deel uit van het arrondissement Laon. La Fère telde op 1 januari 2022 2.860 inwoners.
Na de gemeenteraadsverkiezingen van 1945, de eerste waarbij vrouwen kiesrecht hadden, werd Alice Laurent burgemeester als een van de eersten van Frankrijk.

## Geografie
De oppervlakte van La Fère bedroeg op 1 januari 2022 6,73 vierkante kilometer; de bevolkingsdichtheid was toen 425 inwoners per km².
De onderstaande kaart toont de ligging van La Fère met de belangrijkste infrastructuur en aangrenzende gemeenten.

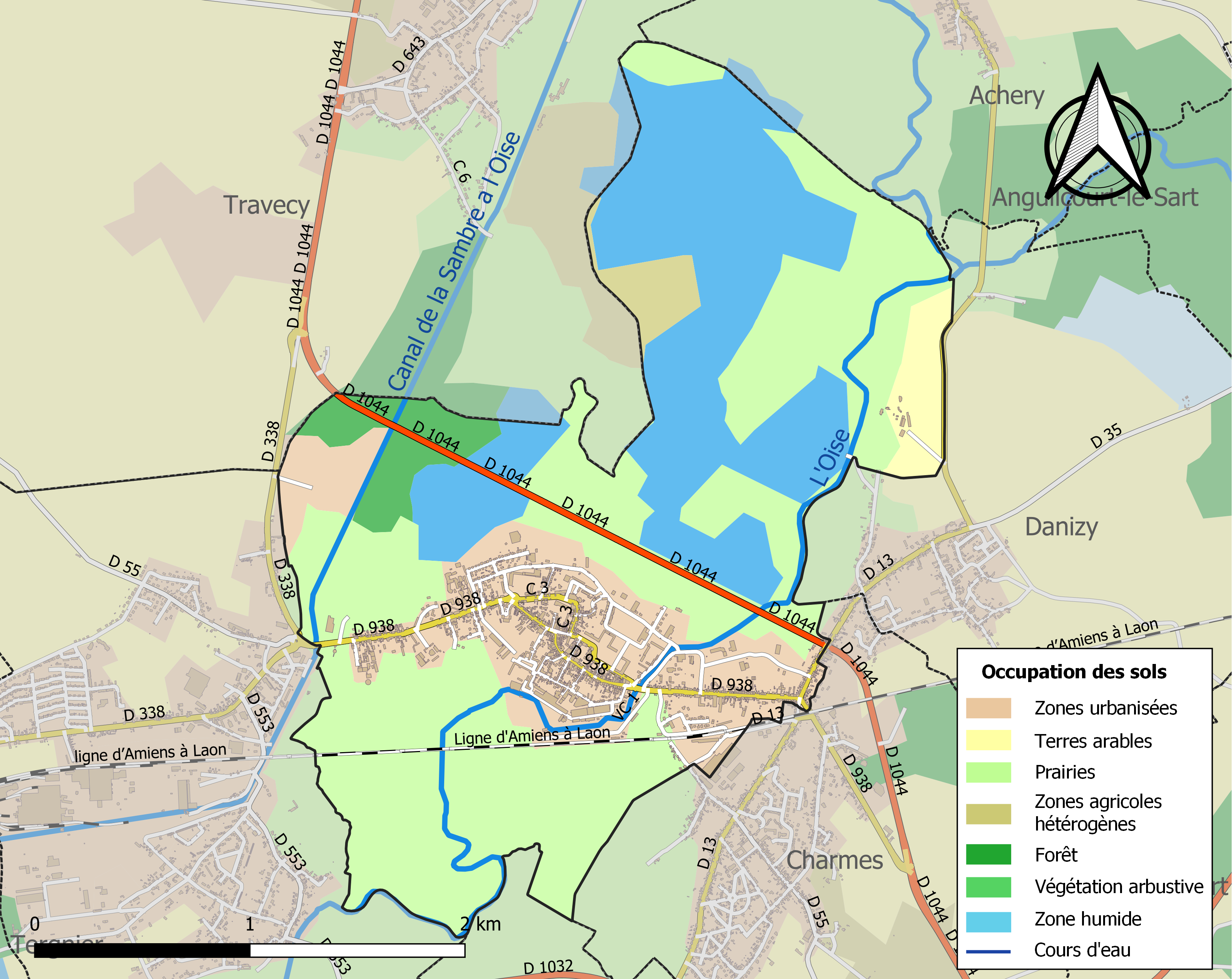

## Verkeer en vervoer
In de gemeente ligt spoorwegstation La Fère.

## Demografie
Onderstaande figuur toont het verloop van het inwonertal (bron: INSEE-tellingen).
Vanwege een beveiligingsprobleem met de MediaWiki Graph-software is het momenteel niet mogelijk deze grafiek weer te geven. Zodra de software is bijgewerkt zal de grafiek vanzelf weer zichtbaar worden.

## Geboren
- Anton van Bourbon (1518-1562), hertog van Vendôme
- Michel Joseph Gebauer (1763-1812), componist, professor en hoboïst
- Charles Demolombe (1804-1887), jurist en hoogleraar
- Raymond Aimos (1891-1944), acteur
- Johan Radet (1976), voetballer